# كسوف الشمس 25 نوفمبر 2011
حدث كسوف جزئي للشمس في 25 نوفمبر 2011. يحدث كسوف الشمس عندما يمر القمر بين الأرض والشمس ، وبالتالي يحجب صورة الشمس كليًا أو جزئيًا عن مشاهد على الأرض. يحدث كسوف جزئي للشمس في المناطق القطبية من الأرض عندما يغيب مركز ظل القمر عن الأرض.
كان هذا الكسوف مرئيًا عبر القارة القطبية الجنوبية في ضوء الشمس الصيفي لمدة 24 ساعة ، ونيوزيلندا عند غروب الشمس مع حجب أقل من 20 ٪ من الشمس.
كما شهدت أجزاء من شبه جزيرة أنتاركتيكا الغربية ما يقرب من 90 ٪ من التعتيم على الشمس ، بينما شهدت جنوب إفريقيا وتسمانيا كسوفًا جزئيًا صغيرًا جدًا. كان الكسوف ينتمي إلى Saros 123 وكان رقم 53 من 70 خسوفًا في السلسلة.
كان هذا هو آخر أربعة كسوف جزئي للشمس في عام 2011 ، وحدث الآخر في 4 يناير 2011 ، 1 يونيو 2011 ، 1 يوليو 2011 .

## الصور
مسار متحرك

## الخسوفات ذات الصلة

### كسوف 2011
- كسوف جزئي للشمس في 4 يناير .
- كسوف جزئي للشمس في 1 يونيو .
- خسوف كلي للقمر في 15 يونيو .
- كسوف جزئي للشمس في الأول من تموز (يوليو) .
- كسوف جزئي للشمس في 25 نوفمبر.
- خسوف كلي للقمر في 10 ديسمبر .

لقد شرع في الخسوف الكلي للقمر الذي حدث في 10 ديسمبر 2011 .

### كسوف الشمس 2011-2014
هذا الكسوف هو عضو في سلسلة 2011-2014 من كسوف الشمس. يتكرر الكسوف كل 177 يومًا تقريبًا و 4 ساعات في العقد المتناوبة من مدار القمر.
| مجموعات سلسلة كسوف الشمس من 2011-2014 | مجموعات سلسلة كسوف الشمس من 2011-2014          | مجموعات سلسلة كسوف الشمس من 2011-2014 | مجموعات سلسلة كسوف الشمس من 2011-2014 | مجموعات سلسلة كسوف الشمس من 2011-2014     | مجموعات سلسلة كسوف الشمس من 2011-2014 | مجموعات سلسلة كسوف الشمس من 2011-2014 |
| ------------------------------------- | ---------------------------------------------- | ------------------------------------- | ------------------------------------- | ----------------------------------------- | ------------------------------------- | ------------------------------------- |
| عقدة تنازلية                          | عقدة تنازلية                                   | عقدة تنازلية                          |                                       | عقدة تصاعدية                              | عقدة تصاعدية                          | عقدة تصاعدية                          |
| Saros                                 | Map                                            | Gamma                                 | Saros                                 | Map                                       | Gamma                                 |                                       |
| 118 Partial from ترومسو، النرويج      | كسوف الشمس 1 يونيو 2011 Partial (north)        | 1.2130                                | 123                                   | كسوف الشمس 25 نوفمبر 2011 Partial (south) | -1.0536                               |                                       |
| 128 Middlegate, Nevada                | كسوف الشمس 20 مايو 2012 Annular                | 0.4828                                | 133 كيرنز, Australia                  | كسوف الشمس 13 نوفمبر 2012 Total           | -0.3719                               |                                       |
| 138 Churchills Head, Australia        | كسوف الشمس 10 مايو 2013 Annular                | -0.2693                               | 143 Partial from ليبرفيل              | كسوف الشمس 3 نوفمبر 2013 Hybrid           | 0.3271                                |                                       |
| 148 Partial from أديلايد, Australia   | كسوف الشمس 29 أبريل 2014 Annular (non-central) | -0.9999                               | 153 Partial from مينيابوليس           | كسوف الشمس 23 أكتوبر 2014 Partial (north) | 1.0908                                |                                       |

### سلسلة اينكس
هذا الكسوف هو جزء من دورة اينكس طويلة الأمد ، يتكرر عند العقد المتناوبة ، كل 358 شهرًا سينوديًا (≈ 10571.95 يومًا ، أو 29 عامًا ناقص 20 يومًا).
مظهرها وخط طولها غير منتظمين بسبب عدم التزامن مع الشهر غير الطبيعي (فترة الحضيض). ومع ذلك ، فإن مجموعات 3 دورات اينكس (87 سنة ناقص شهرين) تقترب (≈ 1،151.02 شهرًا غير طبيعي) ، لذا فإن الكسوف متشابه في هذه المجموعات.
| أعضاء سلسلة اينكس بين عامي 1901 و 2100: | أعضاء سلسلة اينكس بين عامي 1901 و 2100: | أعضاء سلسلة اينكس بين عامي 1901 و 2100: |
| --------------------------------------- | --------------------------------------- | --------------------------------------- |
| 22 نوفمبر 1919 (ساروس 141)              | 1 نوفمبر 1948 (ساروس 142)               | 12 أكتوبر 1977 (ساروس 143)              |
| 22 سبتمبر 2006 (ساروس 144)              | 2 سبتمبر 2035 (ساروس 145)               | 12 أغسطس 2064 (ساروس 146)               |
| 23 يوليو 2093 (ساروس 147)               |                                         |                                         |

### سلسلة تريتوس
هذا الكسوف هو جزء من دورة تريتوس ، يتكرر عند العقد المتناوبة كل 135 شهرًا متزامنًا (≈ 3986.63 يومًا ، أو 11 عامًا ناقص شهر واحد). مظهرها وخط طولها غير منتظمين بسبب نقص التزامن مع الشهر غير الطبيعي (فترة الحضيض) ، لكن التجمعات المكونة من 3 دورات تريتوس (33 عامًا ناقص 3 أشهر) تقترب (≈ 434.044 شهرًا غير طبيعي) ، لذا فإن الكسوف متشابه في هذه التجمعات.[بحاجة لمصدر]
| أعضاء سلسلة تريتوس بين عامي 1901 و 2100 | أعضاء سلسلة تريتوس بين عامي 1901 و 2100 | أعضاء سلسلة تريتوس بين عامي 1901 و 2100 | أعضاء سلسلة تريتوس بين عامي 1901 و 2100 |
| --------------------------------------- | --------------------------------------- | --------------------------------------- | --------------------------------------- |
| 9 سبتمبر 1904 (ساروس 133)               | 10 أغسطس 1915 (ساروس 134)               | 9 يوليو 1926 (ساروس 135)                |                                         |
| 8 يونيو 1937 (ساروس 136)                | 9 مايو 1948 (ساروس 137)                 | 8 أبريل 1959 (ساروس 138)                |                                         |
| 7 مارس 1970 (ساروس 139)                 | 4 فبراير 1981 (ساروس 140)               | 4 يناير 1992 (ساروس 141)                |                                         |
| 4 ديسمبر 2002 (ساروس 142)               | 3 نوفمبر 2013 (ساروس 143)               | 2 أكتوبر 2024 (ساروس 144)               |                                         |
| 2 سبتمبر 2035 (ساروس 145)               | 2 أغسطس 2046 (ساروس 146)                | 1 يوليو 2057 (ساروس 147)                |                                         |
| 31 مايو 2068 (ساروس 148)                | 1 مايو 2079 (ساروس 149)                 | 31 مارس 2090 (ساروس 150)                |                                         |

### سلسلة ميتونيك
تتكرر السلسلة ميتونيك كل 19 عامًا (6939.69 يومًا) ، وتستمر حوالي 5 دورات. يحدث الكسوف في نفس تاريخ التقويم تقريبًا. بالإضافة إلى ذلك ، تتكرر سلسلة اكتون الفرعية 1/5 من ذلك أو كل 3.8 سنوات (1387.94 يومًا). تحدث جميع الكسوفات في هذا الجدول عند العقدة الهابطة للقمر.
| 21 أحداث الكسوف بين 21 يونيو 1982 و 21 يونيو 2058 | 21 أحداث الكسوف بين 21 يونيو 1982 و 21 يونيو 2058 | 21 أحداث الكسوف بين 21 يونيو 1982 و 21 يونيو 2058 | 21 أحداث الكسوف بين 21 يونيو 1982 و 21 يونيو 2058 | 21 أحداث الكسوف بين 21 يونيو 1982 و 21 يونيو 2058 |
| يونيو21                                           | أبريل 8–9                                         | يناير26                                           | نوفمبر 13–14                                      | سبتمبر 1–2                                        |
| 107                                               | 109                                               | 111                                               | 113                                               | 115                                               |
| ------------------------------------------------- | ------------------------------------------------- | ------------------------------------------------- | ------------------------------------------------- | ------------------------------------------------- |
| يونيو21, 1963                                     | أبريل 9, 1967                                     | يناير26, 1971                                     | نوفمبر 14, 1974                                   | سبتمبر 2, 1978                                    |
| 117                                               | 119                                               | 121                                               | 123                                               | 125                                               |
| يونيو21, 1982 [الإنجليزية]                        | أبريل 9, 1986 [الإنجليزية]                        | يناير26, 1990 [الإنجليزية]                        | نوفمبر 13, 1993 [الإنجليزية]                      | سبتمبر 2, 1997 [الإنجليزية]                       |
| 127                                               | 129                                               | 131                                               | 133                                               | 135                                               |
| يونيو21, 2001                                     | أبريل 8, 2005                                     | يناير26, 2009                                     | نوفمبر 13, 2012                                   | سبتمبر 1, 2016                                    |
| 137                                               | 139                                               | 141                                               | 143                                               | 145                                               |
| يونيو21, 2020                                     | أبريل 8, 2024                                     | يناير26, 2028                                     | نوفمبر 14, 2031                                   | سبتمبر 2, 2035                                    |
| 147                                               | 149                                               | 151                                               | 153                                               | 155                                               |
| يونيو21, 2039 [الإنجليزية]                        | أبريل 9, 2043 [الإنجليزية]                        | يناير26, 2047 [الإنجليزية]                        | نوفمبر 14, 2050 [الإنجليزية]                      | سبتمبر 2, 2054 [الإنجليزية]                       |
| 157                                               |                                                   |                                                   |                                                   |                                                   |
| يونيو21, 2058 [الإنجليزية]                        |                                                   |                                                   |                                                   |                                                   |